# (464477) 2016 BC52
(464477) 2016 BC52 es un asteroide perteneciente al cinturón de asteroides, descubierto el 31 de enero de 2009 por el equipo Spacewatch desde el Observatorio Nacional de Kitt Peak (Arizona, Estados Unidos).